# VOX
|  | Aquest article tracta sobre el canal de televisió alemany. Si cerqueu el partit polític espanyol, vegeu «Vox». |

VOX és un canal de televisió d'Alemanya, que emet per a tot el país i pertany al grup RTL. A diferència d'altres emissores de la mateixa empresa, el perfil de la programació de VOX presenta un nombre més gran d'espais divulgatius i d'entreteniment.
VOX va començar les seves emissions el 25 de gener de 1993, i va decidir apostar per una programació amb espais informatius i documentals. Oficialment el projecte del nou canal es va conèixer com a Westschienenkanal (cadena de l'Oest), però al maig del 1992 va rebre el nom comercial de VOX. Tot i la publicitat realitzada per donar a conèixer el canal, durant els seus primers mesos d'existència no va obtenir l'audiència desitjada. A la tardor del 1993 VOX va canviar radicalment la seva programació, apostant per una major inclusió de sèries i programes dels Estats Units, que en la seva majoria ja van ser emeses en altres cadenes del país. Però la situació no va millorar, i l'abril del 1994 va arribar a anunciar la liquidació de l'empresa després de no trobar nous inversors interessats a comprar al canal.
El novembre de 1994 una empresa subsidiària de News Corporation, propietat de Rupert Murdoch, aconseguí el 49,9% de les accions de VOX. D'altra banda, Canal + va arribar a comprar un paquet del 24,9% mentre que una subsidiària de Bertelsmann va mantenir el seu 24,9% restant. La nova direcció va passar a fer una forta aposta per l'entreteniment, amb una important presència d'estrenes de 20th Century Fox al prime time. Però també es van mantenir espais divulgatius que mantenien l'esperit del canal original, com documentals de naturalesa o programes de viatges. Amb aquest esquema, VOX va aconseguir fer-se un lloc en el mercat de la televisió alemanya.
El 1999 es produeix un canvi accionarial, quan RTL Group aconsegueix el 24,9% de les accions que pertanyien a Canal + i Bertelsmann comprà el paquet pertanyent a Murdoch, pel que VOX passa a ser un dels canals de RTL Group a Alemanya. L'entreteniment va guanyar una presència encara més gran a la graella, encara que VOX manté un enfocament més elevat i un target diferent al dels altres canals de RTL: RTL Television (generalista) i RTL 2 (juvenil).